# Praca Ręczna w Szkole
Praca Ręczna w Szkole – czasopismo metodyczne, wydawane jako kwartalnik w Warszawie w latach 1927-1939.
Kwartalnik „Praca Ręczna w Szkole” powstał w 1927 z inicjatywy inż. Władysława Przanowskiego – dyrektora Państwowego Instytutu Robót Ręcznych w Warszawie (PIRR). Pismo było organem Towarzystwa Miłośników Robót Ręcznych – skupiającego wykładowców, słuchaczy, absolwentów Instytutu oraz nauczycieli robót ręcznych. Redaktorem był Władysław Przanowski, w skład Komitetu redakcyjnego wchodzili: Wiktoria Dybowska, Hanna Sadowska, Zygmunt Andrzejewski (wicedyrektor PIRR), Wacław Radwan i Antoni Wójtów. Większość artykułów wyszła spod pióra wykładowców Państwowego Instytutu Robót Ręcznych, przede wszystkim dyrektora Instytutu - Władysława Przanowskiego oraz Wincentego Czerwińskiego, Ignacego Hubera, Walentego Czyżyckiego, Stanisława Gabriela, Aleksandra Ligaszewskiego, Piotra Pietrzykowskiego, Marii Vogelsang (Soczyńskiej), Antoniego Wójtowa, prezentujących swoje doświadczenia dydaktyczne w Instytucie. Zamieszczane w piśmie artykuły metodyczne stały się podstawą wydanych podręczników i opracowań zwartych.
W pierwszym numerze kwartalnika jego redaktor Władysław Przanowski pisał: (...) głównym jego zadaniem będzie pomagać w pracy nauczycielom, uczącym robót ręcznych w szkołach. (...) Służenie radami i wskazówkami nauczycielom robót ręcznych będzie naszym celem głównym, lecz nie jedynym. Starać się będziemy, aby i nauczyciele przedmiotów matematyczno-przyrodniczych znaleźli w piśmie naszym wskazówki, jak należy sporządzać własnymi siłami różnego rodzaju pomoce naukowe. Będziemy również myśleć o tych naszych czytelnikach, (...) którzy pragną przyczynić się do szerzenia umiejętności technicznych w naszym społeczeństwie.
Pismo zawierało stałe rubryki: "Kronika Instytutu", "Z terenu pracy nauczycieli zajęć praktycznych", "Przegląd książek i czasopism".
Pismo drukowane było w nakładzie 2500 egzemplarzy, odznaczało się elegancką szatą graficzną, zawierało liczne ilustracje i fotografie towarzyszące zamieszczanym tekstom. Stronę graficzna pisma konsultowali Bonawentura Lenart i Wacław Radwan, decydowali o doborze czcionki (początkowo elzewir), rodzaju papieru, układzie kolumn i wyglądzie strony tytułowej.
Redakcja i administracja mieściły się w siedzibie PIRR w Warszawie, przy ul. Górczewskiej nr 8.
Po śmierci Władysława Przanowskiego redakcję czasopisma objął Stanisław Malec – nowy dyrektor PIRR. W 1937 r. ukazał się potrójny numer specjalny - 1-3, poświęcony w całości zmarłemu założycielowi pisma – zawierający jego życiorys, wspomnienia, fragmenty artykułów, spis publikacji i liczne fotografie.